# Anthurium palacioanum
Anthurium palacioanum là một loài thực vật có hoa trong họ Ráy (Araceae). Loài này được Croat mô tả khoa học đầu tiên năm 2007.